# Jean Charles Biaudet
Pour les articles homonymes, voir Biaudet.
Jean Charles Biaudet, né le 19 février 1910 à Territet et mort le 7 août 2000, est un historien, directeur de la Bibliothèque cantonale et universitaire de Lausanne (BCU) et enseignant vaudois.

## Biographie
Jean Charles Biaudet grandit en Algérie et à Paris. Il mène ses études universitaires à Lausanne, décroche sa licence ès sciences politiques en 1936, puis son doctorat ès lettres en 1940. En 1943, il est nommé archiviste aux Archives cantonales vaudoises, en remplacement de Louis Junod, promu directeur de celles-ci.
En 1950, il prend la direction de la Bibliothèque cantonale et universitaire. Le passage de Jean Charles Biaudet à la BCU sera court, cinq ans, mais il aura la chance de voir la bibliothèque obtenir enfin ce qu'elle demandait depuis cinquante ans bientôt : de l'espace ! De la capture de locaux adjacents en faux planchers, l'espace sera remodelé pour augmenter d'une dizaine de kilomètres les magasins de livres et une salle de lecture de 100 places est enfin créée. C'est aussi sous sa direction que celle-ci a la chance de recevoir un des plus importants dons qui lui aient jamais été faits : la bibliothèque du marquis italien résidant à Lausanne Giuseppe d'Ayala-Valva (1871-1951), soit environ 15 000 ouvrages de très belle facture consacrés aux lettres, beaux-arts et histoire.
Vice-recteur de l'université de Lausanne de 1969 à 1972, il a fonctionné dans de nombreuses commissions et institutions : rédacteur de la Revue suisse d'histoire (1949-1963), membre de Pro Helvetia (1959-1963), du Conseil de la recherche scientifique (1964-1976), du Comité international des sciences historiques (1967-1980) et président de la Société vaudoise d'histoire et d'archéologie (1947-1949, 1957-1959).
C'est avec Marie-Claude Jéquier, qui fut son assistante pendant plus de dix ans, devenue cheffe des Affaires culturelles de la ville de Lausanne, que Jean Charles Biaudet publie, en trois volumes (1983, 1993 et 1998), la correspondance de Frédéric-César de La Harpe sous la République helvétique, le troisième tome ayant paru à l'occasion du bicentenaire de la Révolution vaudoise.
Avec Françoise Nicod, Jean Charles Biaudet publie trois autres volumes (1978, 1979 et 80) de correspondance entre La Harpe, le tsar Alexandre Ier et la famille impériale de Russie. Parmi toutes ses nombreuses études et articles figurent la réalisation d'une importante Histoire de Lausanne et du volume XII, de l'Encyclopédie du canton de Vaud, La Bibliographie vaudoise. Conseiller communal de Chexbres (1965-1977) et bourgeois d'honneur de Chexbres, Jean Charles Biaudet décède le 7 août 2000.

## Sources
- « Jean Charles Biaudet », sur la base de données des personnalités vaudoises sur la plateforme « Patrinum » de la Bibliothèque cantonale et universitaire de Lausanne.
- Françoise Nicod, « Biaudet, Jean Charles » dans le Dictionnaire historique de la Suisse en ligne, version du 22 octobre 2002.
- Histoire et sociologie études et travaux offerts par l'Association internationale Vilfredo Pareto à Monsieur Jean Charles Biaudet à l'occasion de son 60e anniversaire, in Cahiers Vilfredo Pareto, 22/23, 1970, (contient une bibliographie de ses travaux par Charles Roth, p. 9-17)
- O. Robert, Fr, Panese, Dictionnaire des professeurs de l'Université de Lausanne dès 1890, Lausanne, 2000, p. 79-80.
- Uni Lausanne, 1979, no 26